# 郑清典
郑清典（1952年12月—），湖南长沙人，中华人民共和国外交家。

## 生平
1978年，毕业于北京大学东方语言文学系，进入中华人民共和国外交部工作，先后在驻印度大使馆、外交部亚洲司任职。2000年，任驻印度大使馆参赞，后升任公使衔参赞。2007年3月，出任中华人民共和国驻孟加拉国大使。2009年3月，出任中华人民共和国驻阿富汗大使。2011年5月，出任中华人民共和国驻牙买加大使兼常驻国际海底管理局代表处代表。2013年9月，自驻牙买加大使离任。

## 家庭
已婚，有一子。